# 安藤千伽奈
安藤 千伽奈（あんどう ちかな 、2001年〈平成13年〉1月13日 - ）は、日本の女優、声優。女性アイドルグループNGT48の元メンバー。
長野県北佐久郡御代田町出身。芸能事務所 mitt management所属。

## 来歴
2017年に「第3回AKB48グループ ドラフト会議 候補者オーディション」3次審査において指名候補者となり、2018年にNGT48のドラフト3期生としてお披露目される。
2022年10月から「mitt management」へ所属し、2023年2月にNGT48を卒業。以降は「舞台アサルトリリィ」「イリス・ノワール」など舞台を中心に朗読劇にも出演し活動している。
2023年4月からテレビ信州のサッカー番組「KICK OFF！SHINSHU」に出演。
- 2024年4月からはメインMCへ昇格。
- 2025年4月からはフィールドキャスターを担当。

2023年4月から初の冠番組「安藤千伽奈の『ちかなその放課後トーク』」をWALLOPで毎月開催。
2023年6月に舞台「イリス･ノワール -焔罪のミサ-」で初主演として出演。以降イリスノワールはシリーズ作品として展開。
2025年3月にモンスターハンターファン公式ファンクラブ、モンハン部の新人マネージャーへ就任。ゲーム配信を中心に行うYouTubeチャンネル「なそのゲームch」も開設。

## 人物
- 愛称は「ちかなそ」。
- 趣味は裁縫、料理、アニメ鑑賞、ゴルフ
- 特技はダンス、洋服のリメイク
- 負けず嫌いで明るく、喜怒哀楽が豊か。
- 舞台女優への道を志すきっかけになったのは落語に出演した時。
- 元々2次元作品が好きであり、アニメを見て「アイドルになりたい」という夢を持つ[1]。
- アイドルとして活動していく中で、声で芝居をすることの難しさ、演じたときの達成感を感じ、「もっとやってみたい」と思い、声優も目指した[1]。
- 実家で猫を飼っている（しかし本人は猫アレルギー）。名前は「シキナ」と「レイラ」。
- 自身の創作した「まる」というオリジナルキャラクターがいる。
- NGT48時代の推しサイ(メンカラー)は青と黄色。
  - 理由は地元 長野の星空が好きだから夜空の青、星の黄色の推しサイにしたと語る。[5]
- GLAYのファン。

## 出演

### 舞台
2021年
- 酔狂落語 ～二〇二一 春の陣～[6] 長野公演 (2021年5月4日、NBSホール)
- 家族のはなし 2021[7] 長野公演 (2021年8月14日 - 8月15日、ホクト文化ホール（長野県県民文化会館)) -矢野陽子 役
- 家族のはなし 2021 東京公演 (2021年8月25日 - 8月29日、六行会ホール) -矢野陽子 役
  - （新型コロナウィルス感染症の流行の影響で全公演延期）

2022年
- 麗和落語 ～二〇二二 夏の陣～[8]  第一陣 (2022年5月4日 - 5月5日、武蔵野芸能劇場 小劇場)
- 家族のはなし 2022[9] (2022年8月12日 - 8月14日、IMAホール) -矢野陽子 役

2023年
- アサルトリリィ・御台場女学校 -The Battle to Overcome-[10][11] (2023年2月3日 - 2月12日、こくみん共済 coop ホール/スペース・ゼロ) -西郷紅 役
- 東京War:DS-狂震の渋谷編-[12] (2023年4月19日 - 4月23日、新宿村LIVE) -ミズキ 役
- 人狼TLPT: WITCH III 星降る夢と13人の魔女[13] (2023年5月6日 - 5月10日、シアターサンモール) -ミーミア 役
- イリス･ノワール -焔罪のミサ-[4] (2023年6月10日 - 6月18日、六行会ホール) -コクナ・ミサ 役
- 麗和落語 ～二〇二三 夏の陣～[14] 長野公演 (2023年6月24日、NBSホール)
- 麗和落語 ～二〇二三 夏の陣～ [14]東京公演 (2023年7月13日 - 7月17日、武蔵野芸能劇場 小劇場)
- アサルトリリィ・リリィコレクション2023 御台場女学校 with 私立ルドビコ女学院[15] (2023年8月26日 - 8月27日、大手町 三井ホール) -西郷紅 役
- マジでトキメけ⭐︎少女たち!!～全国高校生エネルギッシュ選手権大会～[16] 再演（日替わりゲスト） (2023年9月3日、シアターサンモール) -アマゾネス 役
- 白豚貴族ですが前世の記憶が生えたのでひよこな弟育てます[17] (2023年10月18日 - 10月22日、CBGKシブゲキ!!) -宇都宮アリス 役
- アサルトリリィ・新章 サングリーズル編『種の最果ての地で』／大島近海ネスト調査隊編『金瘡小草の咲く時』[18] (2023年12月19日 - 12月25日、シアター1010) -今井星蘭 役

2024年
- 泡沫の空に光を飛ばした[19] (2024年2月8日 - 02月15日、王子小劇場) -雨宮唯 役（空チーム）
- 麗和落語～二〇二四 春の陣～[20] 第一陣 (2024年2月17日、武蔵野芸能劇場 小劇場)
- イリス・ノワール -禁樹のミエリ-[21] (2024年4月3日 - 4月7日、六行会ホール) -コクナ・ミサ 役
- アサルトリリィ・新章 2弾 サングリーズル編『花々の黄昏』／大島近海ネスト調査隊編『玲瓏たる深潭』[22] (2024年5月17日 - 5月22日、かめありリリオホール) -今井星蘭 役
- 少女☆歌劇 レヴュースタァライト -The STAGE 中等部- Remains [23](2024年7月6日 - 7月15日、飛行船シアター) -曽我吾妻 役
- TOKYO COL-CUL COMEDY～BLUE～[24] (2024年9月19日 - 9月22日、東京カルチャーカルチャー)
- けものフレンズ JAPARI STAGE！～きみのあしおとがまたきこえた～[25] (2024年11月8日 - 11月17日、品川プリンスホテル クラブeX) -イエネコ 役

2025年
- 夢のかけらを歌に乗せたら[26] (2025年1月8日 - 1月11日、新宿村LIVE) -西野舞 役
- 悲しみに戯けたピエロ -マボロシの作詞家-[27] (2025年2月5日 - 2月9日、シアターグリーン BIG TREE THEATER) -石本希望 役
- イリス・ノワール -魔鏡のクリス-[28] (2025年4月2日 - 4月6日、六行会ホール) -コクナ・ミサ 役
- アサルトリリィ・シュツルム　サングリーズル編[29] (2025年4月25日 - 4月30日、かめありリリオホール) -今井星蘭 役
- 少女☆歌劇 レヴュースタァライト -The STAGE 中等部- Rerise[30] (2025年6月7日 - 6月14日、飛行船シアター) -曽我吾妻 役
- タタラの唄姫[31] (2025年7月19日 - 7月27日、シアター・アルファ東京) -ゑい 役
- 商店街グランドリオン（2025年9月3日 - 7日〈予定〉、あうるすぽっと） - マヨーネ 役[32]
- ネプテューヌ Re:BOOT!!（2025年10月1日 - 5日〈予定〉、六行会ホール） - マジェコンヌ 役[33][34]

### 朗読劇
2023年
- キミに贈る朗読会「藍色ノスタルジー Vol.4」 (2023年11月16日、M-smileBOX渋谷) -アカリ 役
- ボイスト4 ～kIllIng mE 1st Voice『殺しの符牒は41564』～[35]（ゲスト出演） (2023年12月3日、ところざわサクラタウン　ホールB) -参伊月 役

2024年
- ボイスト6 ～Peek a Boo first voice「声と拳で頂点へ」～[36] (2024年2月18日、恵比寿・エコー劇場) -参伊月 役
- キミに贈る朗読会「灰桜色メモリー Vol.2」 (2024年4月11日 - 4月12日、M-smileBOX渋谷) -イズモ 役
- ボイスト10～Voice & Stories 予選Bブロック 『Peek a Boo! VS. UNDERCΦDE』～[37] (2024年6月9日、恵比寿・エコー劇場) -参伊月 役
- キミに贈る朗読会「今夜、きみの声が聴こえる Vol.2」 (2024年7月27日 - 7月28日、M-smileBOX渋谷[38]) -島⽥真梨 役
- mucho produce vol.1.5 「春秋に愁う」（春チーム） (2024年8月28日 - 9月1日、四谷ブルースクエア)　-吉野 役、桜 役（春チーム）
- ボイスト13 ダンデライオンV.S. Peek a Boo!「9回裏ツーアウト満塁、バッターはShow hey!」[39] (2024年 9月15日、高田馬場 ESPホール) -参伊月 役

2025年
- 夏の朗読会〜妖し語り〜(2025年8月14日、秋葉原ハンドレッド７)

### 映画
- あの場所へ(2025年11月～全国20館以上で順次公開予定)[40]

### テレビ番組
レギュラー出演
- KICK OFF！SHINSHU[3]（2023年4月1日 - 、テレビ信州）
  - 毎週土曜日09:55-（舞台公演期間はお休み）
  - YouTube  Jリーグ公式応援番組チャンネルで後日配信もあり[41]

ゲスト出演
- NGT48のにいがったフレンド! (テレビ新潟)
  - 2018年6月26日
  - 2018年7月3日
  - 2018年7月10日
  - 2018年8月28日
  - 2018年11月6日
- プレミアMelodiX![42] (2020年8月11日、テレビ東京)
- CDTVサタデー (2020年8月22日、TBSテレビ)
- にいがたLive!ナマ+トク （UX新潟テレビ21）
  - 2020年5月19日
  - 2021年1月13日
- ふるさとライブ (NBS長野放送)
  - 2021年1月27日
  - 2021年4月19日
- ナガコレ (2021年5月5日、NBS長野放送)
- なじラテ。 (2021年6月5日、BSN新潟放送)
- まるどりっ！UP (UX新潟テレビ21)
  - 2021年7月10日
  - 2021年11月13日
  - 2022年2月26日
  - 2022年5月28日
  - 2023年2月25日
- JA共済連 新潟プレゼンツ  # にいがた農業のミライ！高田農業高校に行ったらみんなキラキラしてた件 (2021年9月18日、BSN新潟放送)
- ゆうがたGet![43] (テレビ信州)
  - 2021年12月15日
  - 2023年4月1日
- PLAYLIST (2021年12月21、TBSテレビ)
- ナイスショット！！NGT48ゴルフ部 (UX新潟テレビ21)
  - 2022年4月5日
  - 2022年4月19日
  - 2022年4月26日
- ドキュメンタリー番組 爪痕 (TOKYO MX)
  - 前半：2022年4月20日[5]
  - 後半：2022年5月25日[44]
- ロッチ×NGT48のアイドルってなんだ？ (2022年5月24日、テレビ新潟)

### ラジオ
- 志田愛佳 のLuna×Mona (2021年2月1日 - 2月22日、BSNラジオ)
- サンデーミュージックBOX（ゲスト出演） (2021年5月16日、SBCラジオ)
- 3時のカルテット（ゲスト出演） (2021年6月16日、BSNラジオ)
- NGT48のえっさこいさRADIO (エフエムラジオ新潟)
  - ＃21 天然？計算？回収役？朱鷺メッセごと飛べるかも？[45](2021年11月22日)
  - ＃22 コオロギノコロネ。。[46](2021年11月29日)
  - ＃28 今年の目標は？[47](2022年1月10日)
  - ＃29 近況報告会![48](2022年1月17日)
  - ＃45 近況報告会![49](2022年5月9日)
  - ＃68 3期生、新井、長谷が番組初登場![50](2022年10月17日)
  - ＃87【安藤千伽奈 卒業SP】[51](2023年2月27日)
- ひなたまつり（ゲスト出演） (BSNラジオ)
  - 2022年2月26日[52]
  - 2022年6月11日[53]
  - 2023年2月11日[54]
  - 2025年3月22日
  - 2025年3月29日
- ミックスプラス（ゲスト出演）(2022年6月14日、SBCラジオ)

### Web配信
- ながの海ごみゼロプロジェクト×ナガノコレクション[55] (2021年5月5日)
- J-MELO [56](2021年7月5日、NHK WORLD-JAPAN)
- 舞台「家族のはなし」2021  直前生配信スペシャル！[57] (2021年7月21日)
- NGT48 信越そば部
  - 長野編
    - #01[58] (2022年7月25日)
    - #02[59] (2022年7月29日)
    - #03[60] (2022年8月1日)
    - #04[61] (2022年8月5日)
    - #05[62] (2022年8月8日)
    - #06[63] (2022年8月12日)
    - #07[64] (2022年8月15日)
    - #08[65] (2022年8月19日)
    - #09[66] (2022年8月22日)
    - #10[67] (2022年8月26日)
    - #11[68] (2022年8月29日)
    - #12[69] (2022年9月2日)
    - #13[70] (2022年9月5日)
    - #14[71] (2022年9月9日)

  - 新潟編
    - 第1話[72] (2022年7月27日)
    - 第2話[73] (2022年8月3日)
    - 第3話[74] (2022年8月6日)
    - 第4話[75] (2022年8月10日)
    - 第5話[76] (2022年8月12日)
    - 第6話[77] (2022年8月17日)
    - 第7話[78] (2022年8月20日)
    - 第8話[79] (2022年8月24日)
    - 第9話[80] (2022年8月27日)
- ネコログです！
  - 第5弾[81] (2022年11月20日)
  - 第6弾[82] (2022年11月28日)
- NGT48新潟スイーツ部×ひなたまつり
  - 第7話[83] (2023年1月11日)
  - 第8話[84] (2023年1月25日)
- 日清のどん兵衛 presents NGT48信越そば部 どん兵衛の魅力 深掘ってみた [85]
- 安藤千伽奈 卒業旅行 in 長野〜曽我部優芽とゆかいな仲間たちの食ツアー!!ではありません〜
  - 前編[86] (2023年02月28日)
  - 後編[87] (2023年03月16日)
- 安藤千伽奈生誕祭2024年～みんな集まっちゃいまSHOWROOM！！～[88] (2024年2月27日)
- 舞台「少女☆歌劇 レヴュースタァライト -The STAGE 中等部- Remains」 X振り返りスペース配信[89] (2024年7月22日)
- ゲキゲキ〜激情劇場〜
  - 第20話 横取りする同僚[90] (2025年1月10日)
  - 第42話 陰口同僚[91] (2025年3月28日)
  - 第46話 チクリOL[92] (2025年4月8日)
- 狩りトークバラエティ「モンハンラジオ ハンマーでいかせてもらいます」Vol.7[93] (2025年3月22日)
- カプコンTV!!特番『モンスターハンターワイルズ』春にみんなで一狩りいこうぜ!! (2025年3月28日)
- 舞台「少女☆歌劇 レヴュースタァライト -The STAGE 中等部- Rerise」 稽古場スペース配信(2025年5月23日)
- 狩りトークバラエティ「モンハンラジオ ハンマー×2でいかせてもらいます」[94](2025年5月30日、CapcomChannel)
- モンハン部 オンライン狩り会 (CapcomChannel)
  - 2025年7月4日
  - 2025年8月1日

### ゲーム
- アフターイメージ[95][96] -ニコル役
- DEFENSE DERBY -氷の魔法使い役[97]

### イベント
定期開催
- ちかなその放課後トーク (2023年4月2日 - 、WALLOP STUDIO 他)
  - 2023年
    - 第01回 (04月02日) ゲスト:田崎礼奈
    - 第02回 (05月07日) ゲスト:西葉瑞希
    - 第03回 (06月07日) ゲスト:渚カオリ
    - 第04回 (07月08日) ゲスト:軽辺るか
    - 第05回 (08月06日) ゲスト:花奈澪
    - 第06回 (09月09日) ゲスト:西村菜那子
    - 第07回 (10月01日) ゲスト:吉宮瑠織
    - 第08回 (11月26日) ゲスト:林鼓子
    - 第09回 (12月06日) ゲスト:里菜

  - 2024年
    - 第10回 (01月07日) ゲスト:長谷川里桃
    - 第11回 (02月24日) ゲスト:畑美紗起
    - 第12回 (03月16日) ゲスト:大滝紗緒里
    - 第13回 (04月29日) ゲスト:日和ゆず
    - 第14回 (05月25日) ゲスト:林田真尋
    - 第15回 (06月08日) ゲスト:牧浦乙葵
    - 第16回 (07月21日) ゲスト:大森莉緒
    - 第17回 (08月18日) ゲスト:伊藤優衣
    - 第18回 (09月29日) ゲスト:石井陽菜
    - 第19回 (10月13日) ゲスト:野元空
    - 第20回 (11月30日) ゲスト:栞菜
    - 第21回 (12月08日) ゲスト:春咲暖

  - 2025年
    - 第22回 (01月18日) ゲスト:佐藤遥
    - 第23回 (02月22日) ゲスト:林鼓子
    - 第24回 (03月15日) ゲスト:中野郁海
    - 第25回 (04月12日)（ゲスト無し単独回）
    - 第26回 (05月17日) ゲスト:本条万里子
    - 第27回 (06月15日) ゲスト:山﨑悠稀
    - 第28回 (07月13日) ゲスト:星守紗凪
    - 第29回 ちかなその放課後トーク夏祭りSP (08月15日、浅草花劇場) 
      - 第1部 ゲスト: 大滝紗緒里 / 田崎礼奈 / 西村菜那子 / 本条万里子
      - 第2部 ゲスト:伊藤優衣 / 長谷川里桃 / 畑美紗起 / 山﨑悠稀

    - 第30回 (09月13日) ゲスト:

単発開催
- ILLUMINUS 主催
  - 舞台「家族のはなし」DVDリリース記念トークイベント (2022年12月15日、東京カルチャーカルチャー)
  - おもてなす！イルミナス！公開収録イベント！〜麗和落語編〜 (2023年5月11日、東京カルチャーカルチャー)
  - 舞台「イリス・ノワール ～焔罪のミサ～ 」アフタートークイベント (2023年8月8日 - 2023年8月9日、東京カルチャーカルチャー)
  - 麗和落語「二〇二三〜夏の陣〜」アフタートークイベント (2023年10月12日、原宿ストロボカフェ)
  - ILLUMINUS CREW大忘年会2023 第2部~ガールズ作品を振り返る~[98](2023年12月28日、東京カルチャーカルチャー)
  - 舞台「イリス・ノワール‐禁樹のミエリ‐」アフタートークイベント (2024年5月23日、東京カルチャーカルチャー)
  - 舞台「TOKYO COL-CUL COMEDY～BLUE～」 アフタートークイベント (2024年5月23日、東京カルチャーカルチャー)
  - ILLUMINUS CREW大忘年会2024 【ガールズ作品を振り返る】[99] (2024年12月26日、東京カルチャーカルチャー)
  - 舞台「イリス・ノワール -魔鏡のクリス-」アフタートークイベント (2024年5月29日、東京カルチャーカルチャー)
- PIUS 主催
  - 舞台「アサルトリリィ・御台場女学校編」 トークイベント 予備校 事前講座[100](2023年1月24日、LOFT9 Shibuya)
  - 舞台「アサルトリリィ」トークイベント ルド女・リリコレ予備校 事前学習講座 (2023年8月5日、LOFT9 Shibuya)
  - 舞台「アサルトリリィ」上映会＆トークショー (2023年10月29日、中野ザ・ポケット)
  - 舞台「アサルトリリィ・新章」トークイベント 予備校 事前講座[101] (2023年12月2日、LOFT9 Shibuya)
  - 舞台「アサルトリリィ」上映会[102] (2024年12月15日、こくみん共済 coop ホール／スペース・ゼロ)
- acus 主催
  - 舞台「アサルトリリィ・シュツルム～サングリーズル編」～振り返りトークショー[103]　第2部 (2025年5月5日、東京都立産業貿易センター浜松町館)
  - アサルトリリィ 公式トークショー　アサルトーーク！！～アサルトリリィを語りつくそう〜[104] 第1部 (2025年8月10日、東京都立産業貿易センター浜松町館)
- mitt management 主催
  - りももんのmou♡ birthday party 2023  MC出演 (2023年11月19日、池袋AK)
  - 安藤千伽奈生誕祭2025～ねくすとなそたいむ～ (2025年2月16日、ジールシアター新宿)
  - mitt management presents vol.1 「In to The Blue BOX」～＃事務所推し宣言～(2025年11月15日、横浜YTJホール)
- テレビ信州「#冬の祭典2023」(2023年2月18日、ながの表参道セントラルスクゥエア)
- 安藤千伽奈「ちかなそだよ全員集合!!~ちょっぴり遅めの生誕祭~」[105] (2023年5月20日、マリーグラン赤坂)
- 舞台アサルトリリィ・生演奏バンドライブ『Lily Scramble!!!!』 [106] (2024年4月18日、東京キネマ倶楽部)
- シアターゲームリーグガールズ (2024年4月28日、雷5656会館 ときわホール)
- 舞台「夢のかけらを歌に乗せたら」トーク＆ライブイベント (2025年1月12日、新宿村LIVE)
- ブシロード新春大発表会2025[107] (2025年1月13日、TOKYO DOME CITY HALL)
- 舞台「少女☆歌劇 レヴュースタァライト -The STAGE 中等部- Remains」Blu-rayリリース記念イベント (2025年4月20日、都内某所)

ゲスト出演
- 西葉瑞希の「ほどよく笑ってみませんか」第2回 (2023年3月18日、WALLOP STUDIO)
- ほど笑番外編「林鼓子と西葉瑞希の、ほどよく"光合成"してみませんか？」(2024年2月25日、WALLOP STUDIO)
- 西村菜那子27th生誕祭 第2部 (2024年8月11日、東京カルチャーカルチャー)
- 里菜と池田のイケティるTV (2024年9月3日、WALLOP STUDIO)
- 大滝紗緒里 2024年 生誕祭 第1部ゲスト (2024年10月6日、シアターマーキュリー新宿)
- はるなと○○○で！ (2025年2月15日、WALLOP STUDIO)
- 伊藤優衣 Birthday Event ーゆいヲタ集会ー 第2部 (2025年5月24日、五反田G＋)